# Vail (Colorado)
Vail ist ein Ort im Eagle County des US-Bundesstaats Colorado. Das U.S. Census Bureau hat bei der Volkszählung 2020 eine Einwohnerzahl von 4.835 ermittelt.
Etwa 60 km westlich von Vail liegt der Eagle County Airport mit täglichen Verbindungen zum Denver International Airport. Saisonabhängig gibt es Flüge z. B. nach Chicago oder New York. Durch den Ort führt der Highway I-70.

## Geographie
Vail liegt am Nordrand der Sawatch Range in den Rocky Mountains. Der Ort ist nur je etwa 50 Kilometer vom Colorado River westlich von Gypsum und dem Arkansas River bei Leadville entfernt. Dies sind zwei der längsten Flüsse der Erde, die hier durch die Nordamerikanische kontinentale Wasserscheide voneinander getrennt sind.

## Skisport
Der Skiort liegt in einem der größten Skigebiete der Vereinigten Staaten, das für die „Back-Bowls“ (riesige Tiefschneekessel) bekannt ist. 1962 wurde eine erste Gondelbahn nach dem System Bell/Wallmannsberger erstellt. Erst vier Jahre später erfolgte die eigentliche Gründung des Ortes. Das Vail Ski Resort wurde Ausgangspunkt für den heute weltweit größten Betreiber von Skigebieten, Vail Resorts.
1989, 1999 und 2015 fanden hier Alpine Skiweltmeisterschaften statt, zudem wurde hier 1996 der erste World Beer Cup ausgetragen, der größte Bierwettbewerb der Welt. Vail war lange das größte Skigebiet der USA, doch seit dem Zusammenschluss von Park City und Canyons in Utah liegt Vail nur noch auf Platz 2.

## Persönlichkeiten

### In Vail geborene Persönlichkeiten
- Buddy Lazier (* 1967), Rennfahrer, Sieger der 500 Meilen von Indianapolis 1996
- Chris Klug (* 1972), Snowboarder[3]
- Katie Uhlaender (* 1984), Skeletonpilotin
- Mike Testwuide (* 1987), Eishockeyspieler
- Abby Ghent (* 1992), Skirennläuferin
- Mikaela Shiffrin (* 1995), Skirennläuferin
- Jaelin Kauf (* 1996), Freestyle-Skierin
- River Radamus (* 1998), Skirennläufer

### Bekannte, nicht in Vail geborene Einwohner
- Lindsey Vonn (* 1984), Skirennfahrerin
- Pepi Gramshammer (1932–2019), österreichischer Skirennläufer
- James Hetfield (* 1963), Sänger und Gitarrist[4]